# Agnolo Firenzuola
Agnolo Firenzuola (o Fiorenzuola), ovvero Michelangelo Gerolamo Giovannini da Firenzuola (Firenze, 28 settembre 1493 – Prato, 27 giugno 1543), è stato uno scrittore italiano.
Crebbe in un ambiente umanistico, si trasferì a Roma dove divenne procuratore dell'Ordine vallombrosano presso la Curia e abate di Santa Prassede. Tra le sue opere più importanti il libello Discacciamento de le nuove lettere inutilmente aggiunte ne la lingua toscana pubblicato nel 1524, i Ragionamenti del 1525 ispirato al Decameron di Boccaccio, il rifacimento delle Metamorfosi di Apuleio. Nel 1534 lasciò Roma per Firenze e successivamente per Prato dove scrisse Dialogo delle bellezze delle donne intitolato Celso. Morirà in circostanze ignote.

## Biografia

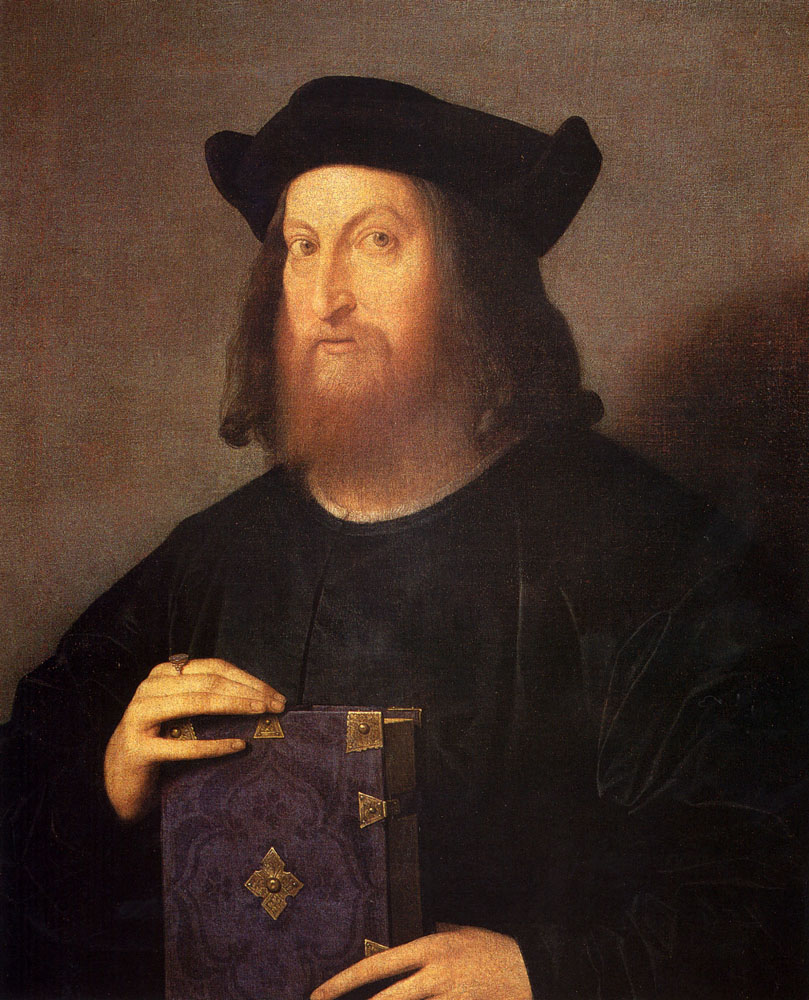
Gian Giorgio Trissino

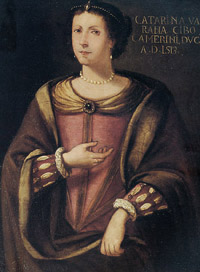
Caterina Cybo

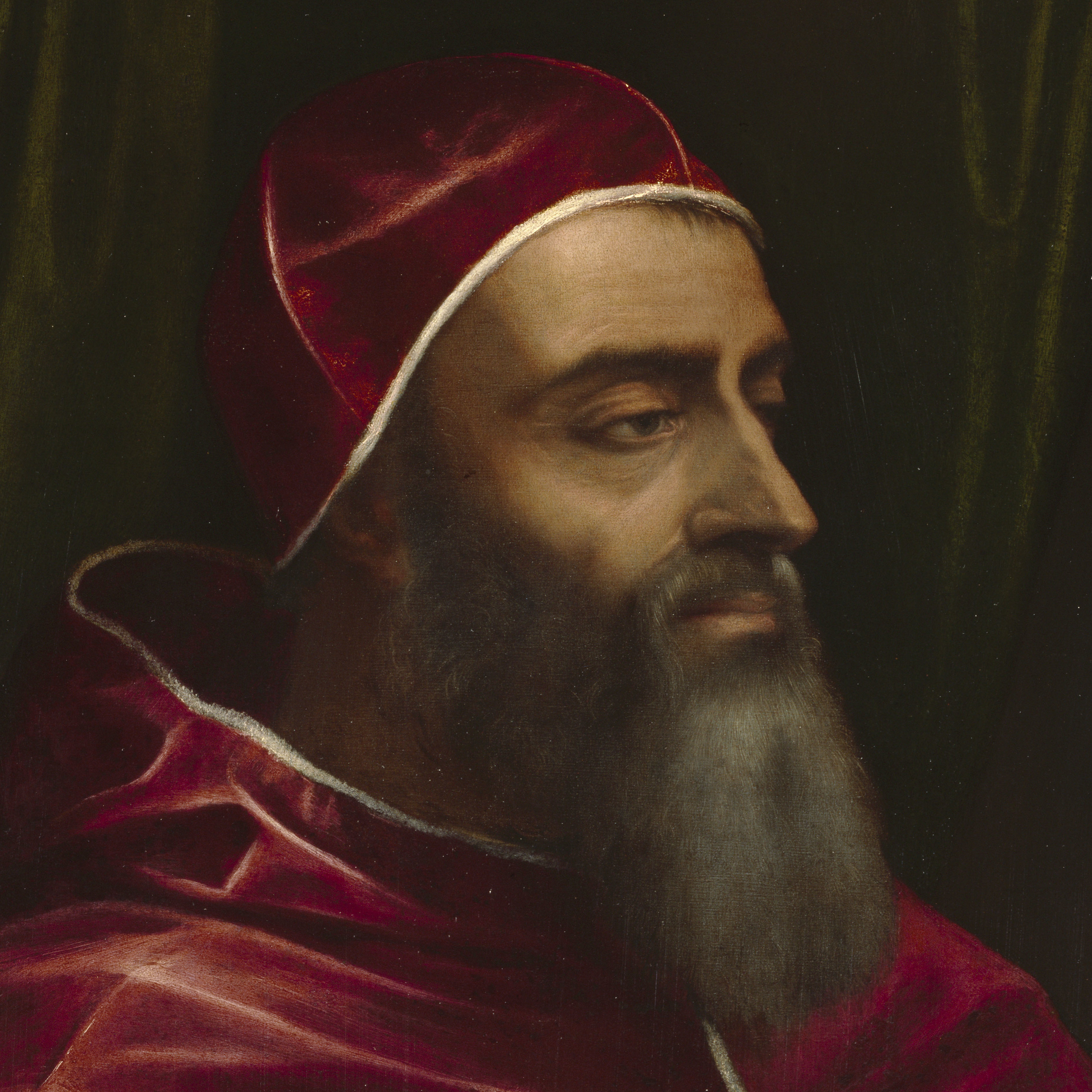
Papa Clemente VII

Agnolo, il cui cognome deriva dall'omonimo borgo sugli Appennini, dal quale proveniva la sua famiglia, nacque da Bastiano de' Giovannini e da Lucrezia Braccesi, figlia dell'umanista Alessandro Braccesi del quale il marito era stato segretario.
Crebbe in un ambiente umanistico, trascorrendo buona parte dell'adolescenza dietro agli studi delle lettere. Studiò giurisprudenza a Siena ed a Perugia, dove divenne amico di Pietro Aretino. Fu monaco vallombrosano, ricavando dalla sua professione benefici ed onori. Trasferitosi a Roma nel 1518, fu procuratore dell'Ordine vallombrosano presso la Curia e abate di Santa Prassede.
È questo il periodo della sua più fervida attività letteraria, avviata, a credere alle sue parole, per l'amoroso influsso di una gentildonna romana, Costanza Amaretta, che lo avrebbe indotto a un radicale rinnovamento spirituale, inducendolo a «lasciare la profession sua inculta e soda» e a mettersi a «coltivare i dolcissimi orti delle dilettevoli Muse» e traendolo «dello asinino studio delle leggi civili, anzi incivili» per farlo «applicare alle umane lettere».
Nel dicembre del 1524 pubblicava il Discacciamento de le nuove lettere inutilmente aggiunte ne la lingua toscana (l'unica sua opera che sia stata stampata in vita), un libello polemico contro la proposta di riforma ortografica avanzata da Gian Giorgio Trissino nell'Epistola a Clemente VII di qualche mese prima.
Il 25 maggio 1525 dedicava a Maria Caterina Cybo, duchessa di Camerino, la prima giornata dei Ragionamenti, un'opera complessa che avrebbe dovuto comprendere sei giornate, sul modello delle dieci giornate del Decameron di Giovanni Boccaccio (ci sono pervenute soltanto la prima giornata e parte della seconda), unendo insieme trattatistica, poesia, novelle, facezie, divagazioni erudite e ipotizzando una specie di 'opera totale'.
E a questa data doveva aver già avviato la stesura del volgarizzamento/rifacimento delle Metamorfosi di Apuleio, più note come L'asino d'oro, che probabilmente terminerà vari anni più tardi.
Il 4 maggio 1526 ottenne la dispensa dai voti professati (non si sa per quale ragione), pur conservando, per concessione particolare del papa Clemente VII, i benefici di cui era titolare e restando in seno alla Chiesa come chierico secolare. Nello stesso anno fu colpito da una «lunga infirmità di anni undici», che si protrasse fino al 1537/38 e che gli strappò accenti desolati negli sciolti Intorno la sua malattia, scritti a quarant'anni, nel maggio del 1533 o '34. La tradizione degli studi è quasi concorde nell'attribuire la causa della malattia a un'infezione luetica, per il fatto che il Firenzuola dichiara di aver assunto per curarsi il cosiddetto «legno santo», ovvero i decotti di guaiaco, che a quell'epoca erano il rimedio principale contro la sifilide; ma in tempi più recenti Danilo Romei, rileggendo il Capitolo in lode del legno santo (fonte dell'informazione) e soprattutto i sintomi dichiarati, propende a ipotizzare una forma di malaria.
Nel 1534 abbandonò Roma per tornare a Firenze, finendo per stabilirsi a Prato, piccolo anche se «assai orrevole castello in Toscana», prima come abate, poi come semplice pensionario del convento di San Salvatore a Vaiano. A Prato animò, non senza contrasti, la società letteraria locale, fondando fra l'altro l'accademia pastorale dell'Addiaccio, che sembra per certi versi anticipare l'Arcadia.
Negli anni pratesi scrisse il Dialogo delle bellezze delle donne intitolato Celso, dedicato «Alle nobili e belle donne pratesi» in data 18 gennaio 1541; La prima veste dei discorsi degli animali, dedicata il 9 dicembre 1541, che deriva dagli apologhi animaleschi del Pañcatantra indiano, attraverso la mediazione di traduzioni arabe e latine (prima veste significa appunto 'primo travestimento', prima versione italiana); due commedie, La Trinuzia e I Lucidi; due novelle; varie rime d'amore, d'occasione, di polemica, di gioco, che furono pubblicate tutte postume fra il 1548 e il 1551.
Le circostanze della sua morte restano oscure. I parenti ne rifiutarono l'eredità, ritenendola passiva.

### Testi
- [Agnolo Firenzuola], Discacciamento de le nuove lettere inutilmente aggiunte ne la lingua toscana [colophon: Stampata in Roma, per Lodovico Vicentino e Lautizio Perugino, nel MDXXIIII di Decembre]
- [Rime] in Il primo libro dell'Opere burlesche di M. Francesco Berni, di Messer Gio. della Casa, del Varchi, del Mauro, di M. Bino, del Molza, del Dolce e del Firenzuola. In Fiorenza MDXLVIII [colophon: In Fiorenza, appresso Bernardo di Giunta, MDXLVIII]
- Prose di M. Agnolo Firenzuola fiorentino. In Fiorenza MDXLVIII [colophon: In Fiorenza, appresso Bernardo di Giunta, MDXLVIII]
- I Lucidi comedia di M. Agnolo Firenzuola fiorentino. MDXLIX [colophon: In Fiorenza, appresso Bernardo Giunti, MDXLIX]
- La Trinuzia comedia di M. Agnolo Firenzuola fiorentino. In Fiorenza MDXLIX [colophon: In Fiorenza, appresso Bernardo di Giunta, 1549]
- Le rime di M. Agnolo Firenzuola fiorentino. In Fiorenza MDXLIX [colophon: In Fiorenza, appresso Bernardo di Giunta, MDXLIX]
- Apuleio, Dell'asino doro, tradotto per Messer Agnolo Firenzuola fiorentino. Con privilegio. In Vinegia, appresso Gabriel Giolito de Ferrari. MDL.
- Agnolo Firenzuola, Opere, [a cura di Adriano Seroni], Firenze, Sansoni («I classici italiani»), [1958]; e poi nella collana «Le betulle», ivi, 1991
- Agnolo Firenzuola, Le novelle, a cura di Eugenio Ragni, Milano, Giovanni Salerno Ed. ("I novellieri italiani"), 1971
- Opere di Agnolo Firenzuola, a cura di Delmo Maestri, Torino, UTET («Classici italiani»), 1977

### Studi
- Comento del Grappa nella Canzone del Firenzuola in lode della salsiccia. Stampato Nel MDXXXXV.
- Domenico Maria Manni, Vita di Angiolo Firenzuola abate vallombrosano, in Idem, Le veglie piacevoli, Firenze, Stecchi, 1757, tomo I, pp. 57–84
- Mario Rossi, "L'Asino d'oro" di Agnolo Firenzuola. Studio critico, Città di Castello, Lapi, 1900-1901, 2 fasc.
- Giuseppe Fatini, Agnolo Firenzuola e la borghesia letterata del Rinascimento, Cortona, Prem. Tipografia Sociale, 1907
- Mario Oliveri, Bibliografia essenziale ragionata di Agnolo Firenzuola, in «Rivista di sintesi letteraria», I, 3 (luglio-settembre 1934), pp. 390–400
- Giuseppe Fatini, Per un'edizione critica delle opere di Agnolo Firenzuola, in «Studi di filologia italiana», XIV (1956), pp. 21–175
- Adriano Seroni, Bibliografia essenziale delle opere di Agnolo Firenzuola, [Firenze], Sansoni Antiquariato («Amor di libro», XXV), 1957
- Danilo Romei, La "maniera" romana di Agnolo Firenzuola (dicembre 1524 - maggio 1525), Firenze, Edizioni Centro 2P, 1983; poi in internet URL: http://www.nuovorinascimento.org/n-rinasc/saggi/pdf/romei/maniera.pdf
- [Bibliografia] Agnolo Firenzuola, a cura di Danilo Romei, [2006], on line nel sito di "Cinquecento plurale", URL: http://www.nuovorinascimento.org/cinquecento/firenzuola.pdf